# Chorthippus peneri
Chorthippus peneri är en insektsart som beskrevs av Fishelson 1969. Chorthippus peneri ingår i släktet Chorthippus och familjen gräshoppor. Inga underarter finns listade i Catalogue of Life.